# General Electric F414
General Electric F414 – silnik dwuprzepływowy z dopalaczem wyprodukowany przez firmę General Electric, głównie stosowany w samolotach F/A-18E/F Super Hornet oraz JAS 39 Gripen.

## Historia
Silnik F414 powstał jako rozwinięcie jednostki F412 (wywodzącego się od modelu F404) która miała stanowić napęd  samolotu A-12 Avenger II. F414 miał stanowić tanią i "bezpieczną" finansowo alternatywę nowego silnika. Jest on zaprojektowany tak by pasować w taką samą przestrzeń co F404, pomimo że posiada większy wentylator. Obecnie stosuje się go przede wszystkim w samolotach F/A-18E/F Super Hornet oraz EA-18G Growler.

## Wersje

### F414-GE-400
Podstawowym model z rodziny F414. Stosowany przede wszystkim w samolotach F/A-18E/F Super Hornet oraz EA-18G Growler.

### F414-GE-39E
Wersja dostosowana do montażu na jednosilnikowych maszynach. Przeznaczony do montażu w samolocie JAS 39E/F Gripen.

### F414-GE-400K
Wersja przeznaczona do montażu na dwusilnikowym koreańskim samolocie nowej generacji KAI KF-X. Pierwsze egzemplarze dostarczone w maju 2020 roku. Do roku 2021, w ramach programu rozwojowego, GE Aviation ma dostarczyć 15 silników testowych dla sześciu prototypów.